# Euphemia von Ungarn
Euphemia von Ungarn (* um 1045/1055; † 2. April 1111), genannt auch Eufemia, Eufemie und tschechisch Eufemie Uherská, auch Ofka, herrschte von 1086 bis 1090 als Herzogin von Mähren.

## Genealogie
Sie stammte aus dem Geschlecht der Arpaden und war die Tochter des ungarischen Königs Bela I. aus seiner ersten Ehe mit Richeza von Polen, der Tochter von Herzog Mieszko II. Lambert und dessen Ehefrau, der gleichnamigen, aus der Pfalz stammenden Richeza, Königin von Polen.
Sie war mit Otto I., dem Schönen von Mähren verheiratet. Ihre Kinder sind Svatopluk II. (Svatopluk Olomoucký, † 21. September 1109) und Otto II. (Ota II. Olomoucký, † 18. Februar 1126). Sohn Bretislav und Tochter Boleslava starben im jugendlichen Alter.